# Ganganakuppe, Piriyapatna
Ganganakuppe là một làng thuộc tehsil Piriyapatna, huyện Mysore, bang Karnataka, Ấn Độ.